# Astrid Fagraeus
Astrid Elsa Fagraeus-Wallbom (* 30. Mai 1913 in Stockholm; † 24. Februar 1997 ebenda) war eine schwedische Immunologin und von 1961 bis 1979 Professorin am Karolinska-Institut. Im Rahmen ihrer Doktorarbeit entdeckte sie, dass Antikörper durch die Plasmazellen gebildet werden. Später beschäftigte sie sich vor allem mit der Entwicklung und Reifung der T-Lymphozyten im Thymus. Im Jahr 1973 wurde sie als Ehrenmitglied in die American Association of Immunologists aufgenommen.

## Leben
Astrid Fagraeus wurde 1913 in Stockholm geboren und absolvierte bis 1943 ein Studium der Medizin am Karolinska-Institut, an dem sie fünf Jahre später auch promovierte und von 1949 bis 1961 als Dozentin für Bakteriologie tätig war. Anschließend fungierte sie dort ab 1961 als Professorin sowie ab 1965 auch als Leiterin der Abteilung für Immunologie. Ihr Lehrstuhl in Immunologie war der erste in dieser Fachrichtung in Schweden. Darüber hinaus leitete sie ab 1953 die Abteilung für Virologie am schwedischen Nationalen Labor für Bakteriologie. Nach ihrer Emeritierung im Jahr 1979 war sie noch fast zehn Jahre wissenschaftlich aktiv. Sie starb 1997 in ihrer Heimatstadt.

## Wissenschaftliches Wirken
Astrid Fagraeus konnte im Rahmen ihrer Doktorarbeit zeigen, dass Antikörper durch die Plasmazellen gebildet werden, deren Funktion zuvor unbekannt war. Aufgrund der weitreichenden Bedeutung dieser Entdeckung für die immunologische Forschung gilt ihre Dissertation als Meilenstein der modernen Immunologie. Im weiteren Verlauf ihrer Karriere, während der sie rund 80 wissenschaftliche Publikationen veröffentlichte, beschäftigte sie sich insbesondere mit der Entwicklung und Reifung der T-Lymphozyten im Thymus. Darüber hinaus war sie in Schweden an der Entwicklung eines Impfstoffs gegen Poliomyelitis beteiligt.

## Auszeichnungen
Die American Association of Immunologists ernannte Astrid Fagraeus 1973 zum Ehrenmitglied. Das auf die experimentelle Infektionsforschung ausgerichtete Astrid-Fagraeus-Laboratorium, das 2003 gegründet wurde und seit 2012 Teil des Karolinska-Instituts ist, trägt ihren Namen.

## Werke (Auswahl)
- Antibody Production in Relation to the Development of Plasma Cells: In vivo and In vitro Experiments. Stockholm 1948 (Dissertationsschrift)
- Über die Lokalisation und die zellulären Aspekte der Antikörperbildung. Marburg 1955
- Defined Immunofluorescent Staining. Reihe: Annals of the New York Academy of Sciences. Band 177. New York 1971 (als Mitherausgeber)
- Anti-Actin Antibodies. Reihe: Current Topics in Microbiology and Immunology. Band 82. Berlin und New York 1978